# کوه وایالئاله
کوه وایالئاله بک آتشفشان سپر و دومین نقطه مرتفع در جزیره کائوآئی در جزایر هاوایی است. نام آن در لغت به معنای «آب مواج» یا «آب سرریز» است
این کوه با ارتفاع ۱۵۶۹ متر در آن به‌طور متوسط بیش از ۹۵۰۰ میلیمتر باران می‌بارد. رکورد بارندگی این کوه، ۱۷۳۰۰ میلیمتر در سال ۱۹۸۲ است؛ قله آن یکی از بارانی‌ترین نقاط روی زمین است.